# 184 км (зупинний пункт, Придніпровська залізниця, Дніпро)
184 км — пасажирський залізничний зупинний пункт Дніпровської дирекції Придніпровської залізниці на електрифікованій лінії Запоріжжя-Кам'янське — Нижньодніпровськ-Вузол між станціями Діївка (4 км) та Горяїнове (2 км). Розташований у Новокодацькому районі міста Дніпро.

## Пасажирське сполучення
На платформі 184 км зупиняються приміські електропоїзди західного напрямку станції Дніпро-Головний, у напрямку станції Кам'янське-Пасажирське.
Поруч з платформою 184 км знаходяться станція  «Заводська» та зупинка трамваїв № 5, 14.